# Otto Mayregger
Otto Mayregger (* 3. September 1962 in Innsbruck) ist ein ehemaliger österreichischer Rennrodler. Er startete bei den Olympischen Winterspielen 1988 in Calgary.